# ميكي ويتك
ميكي ويتك (بالإنجليزية: Mickey Witek)‏ هو لاعب كرة قاعدة أمريكي، ولد في 19 ديسمبر 1915 في Luzerne, Pennsylvania ‏ في الولايات المتحدة، وتوفي في 24 أغسطس 1990 في كينغستون في الولايات المتحدة.

## وصلات خارجية
- ميكي ويتك على موقع دوري كرة القاعدة الرئيسي (الإنجليزية)
- ميكي ويتك على موقعبيزبول رفرنس.كوم (الدوري الرئيسي) (الإنجليزية)
- ميكي ويتك على موقعبيزبول رفرنس.كوم (الدوري الثانوي) (الإنجليزية)